# Валдгейм
Валдгейм (идиш װאלדהײם‎ от װאלד‎ — лес и הײם‎ — дом, домашний очаг, обитель) — село в Биробиджанском районе Еврейской автономной области. Административный центр Валдгеймского сельского поселения.

## География
Село Валдгейм стоит вблизи левого берега реки Бира.
Дорога к селу Валдгейм идёт от Биробиджана через село Птичник, расстояние до Биробиджана около 10 км.
Высота над уровнем моря — 72 м.
На юг от Валдгейма (вниз по течению Биры) идёт дорога к селу Красный Восток.

## История
Колхоз основан в 1928 году переселенцами из Казани, Могилёва и Днепропетровска. В 1930 году открыт еврейский сельсовет. К 1930 году в колхозе числилось 293 человек, в 1931 году — более 900. Председателем колхоза в 1932 году стал поэт Эммануил Казакевич. В 1930-х годах в селе действовали школа, ясли, прачечная, баня, а также кустарный кирпичный завод и лесопилка; выходила газета на русском языке и идише.

## Население
| 1992 | 2002  | 2010  |
| ---- | ----- | ----- |
| 2200 | ↘2018 | ↘1912 |

## Улицы
| - ул. 40 лет Победы, - ул. 70 лет Октября, - ул. Кочиной, - пер. Лесной, | - ул. Мирная, - пер. Молодёжный, - ул. Новая, - ул. Октябрьская, | - ул. Осенняя, - ул. Пеллера, - ул. Переселенческая, - ул. Полевая, | - ул. Торговая, - ул. Центральная, - ул. Школьная, - ул. Юбилейная. |